# Anaal Nathrakh
Anaal Nathrakh [ˈɛənæl ˈnæθræk] — британская блэк-дэт-метал-группа, сформированная в 1999 году в Бирмингеме мультиинструменталистом Миком Кенни и вокалистом Дэйвом Хантом. Название группы — это заклинание Мерлина из фильма Джона Бурмана «Экскалибур», которое лингвист Майкл Эверсон расшифровал как «змеиное дыхание».
В группе всего два постоянных участника, которые одеваются в обычную уличную одежду. Из-за ограниченного состава Anaal Nathrakh редко гастролируют, но время от времени появляются на различных фестивалях. Anaal Nathrakh — одна из самых брутальных и жёстких групп в жанре экстремальной музыки.

## История
Группа взяла за основу норвежские блэк-метал группы, такие как Mayhem, Burzum и Darkthrone. Дуэт записал две демо-записи, прежде чем в 2001 году выпустить свой первый полноформатный альбом The Codex Necro, который, по словам The A.V. Club, «установил стандарт блэк-дэта, который до сих пор не превзойдён». В 2004 году Anaal Nathrakh выпустили свой второй полноформатный альбом Domine Non Es Dignus на французском лейбле Season of Mist. В 2006 году вышел третий альбом группы, Eschaton. В альбоме приняли участие Шейн Эмбери из Napalm Death и Аттила Чихар из Mayhem. Альбом Hell Is Empty, and All the Devils Are Here был выпущен на новом лейбле группы, FETO Records, в октябре 2007 года. В альбоме принял участие Джо Хорват из Circle of Dead Children.
В 2009 году Anaal Nathrakh объявили о подписании контракта с лейблом Candlelight Records для выпуска альбома In the Constellation of the Black Widow. Комментируя подписание контракта, V.I.T.R.I.O.L. заявил: «Candlelight продемонстрировали сильную веру в Anaal Nathrakh, и, глядя на некоторых участников их состава в прошлом и настоящем, кажется, что они способны выполнить свои добрые намерения. С их помощью мы надеемся, что наконец-то сможем расколоть планету пополам», и «Constellation будет более быстрым, более коварным, более зловещим, более музыкально ловким и более диким, чем когда-либо прежде. На альбоме появится приглашённый гость Zeitgeist Memento из мексиканских экстремистов Repvblika».
Anaal Nathrakh выпустили свой шестой полноформатный альбом, Passion, в 2011 году и седьмой, Vanitas, в 2012 году. Группа закончила запись восьмого полноформатного альбома Desideratum в феврале 2014 года и выпустила его 28 октября 2014 года. Desideratum стал первым альбомом группы после подписания контракта с Metal Blade Records в июне того же года.
Девятый альбом группы, The Whole of the Law, был выпущен 28 октября 2016 года. 20 мая 2018 года стало известно, что группа собирается выпустить свой десятый студийный альбом под названием A New Kind of Horror. Альбом был выпущен 28 сентября 2018 года.
В начале 2020 года группа записала одиннадцатый альбом, Endarkenment. Альбом был выпущен 2 октября 2020 года. Metal Hammer назвал его 31-м лучшим метал-альбомом 2020 года.

## Состав

### Текущий состав
- Майкл Кенни (Irrumator) — гитара, бас-гитара, ударные, драм-машина (1998 — настоящее время)
- Дэвид «Джеймс» Хант (V.I.T.R.I.O.L.) — вокал, лирика (1998 — настоящее время)

### Сессионные участники
- St. Evil (Стив Пауэлл) — ударные (2006-настоящее время)
- Drunk (Данкан Уилкинс) — бас, бэк-вокал (2011-настоящее время)
- G Rash (Джеймс Уолфорд) — гитара (2011-настоящее время)

### Бывшие участники
- Leicia — бас (1998—2000)

### Бывшие сессионные участники
- Николас Баркер — ударные (2004)
- Шэйн Эмбери — бас (2004—2005)
- Дэнни Эррера — ударные (2005)
- Misery (Пол Кенни) — бас (2006—2010)
- Ventnor — гитара (2005—2010)

## Дискография

### Демо
- Anaal Nathrakh (1999)
- Total Fucking Necro (1999)

### Студийные альбомы
- The Codex Necro (2001)
- Domine Non Es Dignus (2004)
- Eschaton (2006)
- Hell Is Empty, and All the Devils Are Here (2007)
- In the Constellation of the Black Widow (2009)
- Passion (2011)[23][24][25][26][27]
- Vanitas (2012)[28][16][29][30][31][32][33][34][35][36]
- Desideratum (2014)[37][17][38][39][40][41]
- The Whole of the Law (2016)
- A New Kind of Horror (2018)[42][43][44][45][46][47]
- Endarkenment (2020)[48][49][50][51][52][53]

### EP
- When Fire Rains Down from the Sky, Mankind Will Reap as It Has Sown (2003)[54][55]

### Сборники
- Total Fucking Necro (2002)[56][57][58]